# Powiat brzeżański (II Rzeczpospolita)
Powiat brzeżański – powiat województwa tarnopolskiego II Rzeczypospolitej. Jego siedzibą było miasto Brzeżany.

## zmiany administracyjne
1 lipca 1925 od powiatu brzeżańskiego odłączono gminę jednostkową Kozłów, włączając ją do powiatu tarnopolskiego.
15 czerwca 1934 od powiatu brzeżańskiego odłączono gminy jednostkowe Dmuchawiec, Horodyszcze i Słobódka, włączając je do powiatu tarnopolskiego.

## Gminy wiejskie w 1934 r.
1 sierpnia 1934 r. dokonano nowego podziału powiatu na gminy wiejskie.
- gmina Budyłów
- gmina Buszcze
- gmina Brzeżany
- gmina Koniuchy
- gmina Kozowa
- gmina Kurzany
- gmina Narajów Miasto
- gmina Potutory (siedziba: Kolonja Potutory)
- gmina Płaucza Mała

## Miasta
- Brzeżany
- Kozowa

## Starostowie
- Edward Jakubsche (kierownik od 1925 starosta)[4]
- Karol Woyciechowski (-1928)[5]
- Tadeusz Jarosz (1928-)[6]
- Wojciech Marian Koczyński (1929)[7]
- Karol Woyciechowski (-1937)[8][9]
- Tadeusz Jarosz (1937-)